# Graeme Clifford
Graeme Clifford (Sydney, 27 settembre 1942) è un regista, montatore e produttore australiano.

## Biografia
Inizia nel mondo del cinema come montatore agli Artransa Park, l'unico studio cinematografico di Sydney, attività che manterrà diversi anni accumulando esperienze che lo porteranno a montare film per registi del calibro di Robert Altman e Nicolas Roeg. Tra i titoli ci sono L'uomo che cadde sulla Terra, M*A*S*H, Convoy - Trincea d'asfalto, Il postino suona sempre due volte e Rocky Horror Picture Show. Nei primi anni ottanta si cimenta alla regia, e il suo primo film è l'acclamato Frances, sulla vita dell'attrice Frances Farmer, che vale la nomination agli Academy Award a Jessica Lange e Kim Stanley. La sua seconda pellicola, Burke & Wills, viene presentata al Festival di Cannes nel 1986. Dopo il film poliziesco d'azione California Skate, firma Ruby Cairo, con Andie MacDowell, Liam Neeson e Viggo Mortensen.

## Filmografia

### Regista

#### Cinema
- Frances (1982)
- Burke & Wills (1985)
- California Skate (Gleaming the Cube) (1989)
- Ruby Cairo (1993)

#### Televisione
- Gli infallibili tre
  - Sleeper (1976)
- Barnaby Jones
  - The Silent Accuser (1980)
  - Fatal Overture (1979)
- Nel regno delle fiabe (Faerie Tale Theatre)
  - Il giovane che partì per imparare la paura (1984)
  - Cappuccetto rosso (1983)
- Nightmare Classics
  - The Turn of the Screw (1989)
- I segreti di Twin Peaks (Twin Peaks)
  - La maledizione dell'orchidea (1990)
- Past Tense (1994)
- Sisters
  - Taking a Gamble (1996)
  - Dreamcatcher (1996)
- A Loss of Innocence (1996)
- L'ultimo padrino (The Last Don) (1997)
- My Husband's Secret Life (1998)
- L'ultimo padrino 2 (The Last Don II) (1998)
  - (episodi sconosciuti)
- Caracara (film) (1999)
- Crossing the Line (2002)
- Redeemer (2002)
- The Guardian
  - Privilege (2002)
- Profoundly Normal (2003)
- Remembering Charlie (2003)
- See You in My Dreams (2004)
- Family Sins (2004)
- Write & Wrong (2007)

### Montatore
- Images (1972)
- A Venezia... un dicembre rosso shocking (Don't Look Now) (1973)
- The Rocky Horror Picture Show (1975)
- Gli infallibili tre
  - Faces (1976)
  - Cat Amongst the Pigeons (1976)
  - The Last of the Cybernauts...? (1976)
  - The Midas Touch (1976)
- L'uomo che cadde sulla Terra (The Man Who Fell to Earth) (1976)
- F.I.S.T. (1978)
- Il postino suona sempre due volte (The Postman Always Rings Twice) (1981)

### Produttore
- Profoundly Normal (2003)
- Burke & Wills (1985)